# Timbres de France 1994
Cet article recense les timbres de France émis en 1994 par La Poste.

## Généralités

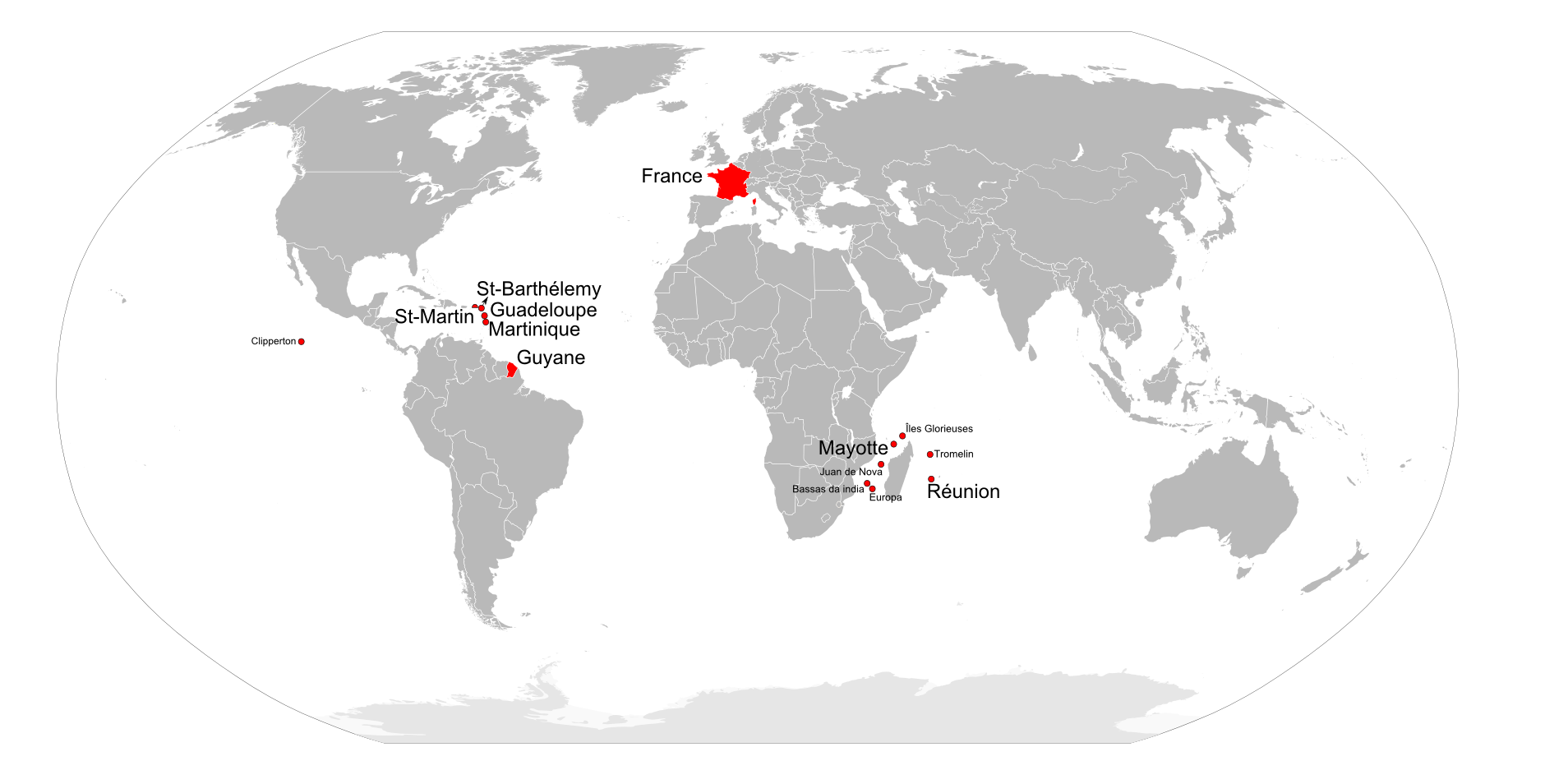
Lieu d'utilisation des timbres de France. Pour les territoires inhabités, l'utilisation est théorique, mais possible par les missions militaires et scientifiques.

Les émissions portent la mention « République française - La Poste - 1994 » et une valeur faciale libellée en franc français.
Ces timbres sont en usage sur le courrier au départ de la France métropolitaine, de la Corse, des quatre départements d'outre-mer (Guadeloupe, Guyane, Martinique et Réunion) et de la collectivité d'outre-mer de Mayotte.
Le programme philatélique de France pour 1994 a été fixé par des arrêtés du ministre de l'Industrie, des Postes et Télécommunications et du Commerce extérieur :
- arrêté du 18 janvier 1994 (compléments pour 1994 et 1re partie pour 1995)[1].

Pour le cinquantenaire de la Libération en 1944, quatre timbres commémoratifs sont émis entre avril et août 1994.

### Tarifs
Les tarifs en vigueur sont ceux du 5 juillet 1993, valables jusqu'au changement du 18 mars 1996.
L'affranchissement du courrier international dépend de six zones régionales : Europe de l'Ouest et dépendances pour la zone 1, reste de l'Europe et Maghreb pour la zone 2, Afrique pour la zone 3, Amérique du Nord et l'ouest de l'Asie pour la zone 4, Amérique centrale, du Sud, Caraïbes et reste de l'Asie pour la zone 5, et l'Océanie pour la zone 5.
Réalisables avec un des timbres émis en 1994, les tarifs ci-dessous s'appliquent au courrier au départ de la France métropolitaine, et pour les tarifs intérieurs à celui à destination de la France d'outre-mer pour les lettres de moins de 20 grammes (au-delà de 20 grammes, une surtaxe aérienne s'applique).
Régime intérieur et vers Andorre et Monaco :
- 2,80 francs : lettre prioritaire de moins de 20 grammes (premier échelon de poids).
- 4,40 francs : lettre prioritaire au deuxième échelon de poids.
- 6,70 francs : lettre prioritaire au troisième échelon de poids.
- 6,70 francs : colis du premier échelon de poids expédié en « colissimo » et livré dans le même département.

Régime international (répartis en six zones) :
- 2,80 francs : lettre prioritaire de moins de 20 grammes vers l'Europe de l'Ouest (zone 1).
- 3,70 francs : lettre prioritaire de moins de 20 grammes vers les pays d'Europe non compris dans la zone 1 et le Maghreb (zone 2).
- 4,30 francs : lettre prioritaire de moins de 20 grammes vers l'Amérique du Nord, l'Asie centrale, le Moyen-Orient et le Proche-Orient (zone 4).

## Légende
Pour chaque timbre, le texte rapporte les informations suivantes :
- date d'émission, valeur faciale et description (dimensions : longueur horizontale sur longueur verticale),
- formes de vente,
- artistes concepteurs et genèse du projet,
- manifestation premier jour,
- date de retrait, tirage et chiffres de vente,

ainsi que les informations utiles pour une émission donnée.

## Janvier

### Arts décoratifs
Le 24 janvier, sont émis quatre timbres sur l'Art nouveau. Les deux timbres de 2,80 francs représentent une verrerie d'Émile Gallé de 1901 et une fonte de Hector Guimard du début des années 1900. Les deux timbres de 4,40 francs sont consacrés à une table de 1902 due à l'ébéniste Louis Majorelle et une théière en grès de Pierre-Adrien Dalpayrat de 1898.
Les objets sont interprétés par Pierrette Lambert (« Gallé » et « Majorelle ») et par Jean-Paul Véret-Lemarinier (« Dalpayrat » et « Guimard »). Les timbres sont mis en page par Michel Durand-Mégret et imprimé en héliogravure en feuille de quarante.
Le timbre « Gallé » se vend à environ 12,25 millions d'exemplaires et « Guimard » à environ 13,35 millions. Les deux timbres de 4,40 francs sont vendus à environ cinq millions d'exemplaires chacun. Environ 35,36 millions de timbres sont ainsi écoulés jusqu'au retrait du 9 septembre 1994.

### Sean Scully, Irlande
Le 31 janvier, est émis un timbre de 6,70 francs reproduisant une œuvre originale de l'artiste irlandais Sean Scully. Elle présente un carroyage jaune et noir, sur lequel s'impose sur la droite un carré plus grand rayé blanc et rouge.
La peinture est mise en page par Michel Durand-Mégret sur un timbre imprimé en héliogravure en feuille de trente.
Environ 5,25 millions de timbres sont vendus jusqu'au retrait du 15 novembre 1996.

## Février

### Marianne du Bicentenaireautocollante à dentelure ondulée
Au début du mois de février, est mis en vente un carnet de dix timbres autocollants rouge au type Marianne du Bicentenaire. Ils sont à validité permanente pour l'expédition d'une lettre de moins de 20 grammes dans le régime intérieur. Au lieu de bords rectilignes comme dans le précédent carnet d'avril 1993, ces timbres ont une dentelure simulée ondulée sur les côtés gauche et droit. L'un des objectifs est d'empêcher l'utilisation de copies de timbres aux bords rectilignes.
La Marianne du Bicentenaire est créée par Louis Briat et gravée par Claude Jumelet.
Ce timbre autocollant à dentelure ondulée est retiré de la vente en janvier 1998, remplacée en juillet 1997 par un timbre similaire de carnet au type Marianne du 14 juillet.

### Cathédrale du Mans: légende de saint Étienne -XIIesiècle
Le 14 février, est émis un timbre de 6,70 francs représentant un des vitraux de la cathédrale Saint-Julien du Mans : la légende de saint Étienne.
Le vitrail est interprété en gravure par Pierre Albuisson et mis en page par Louis Arquer sur un timbre imprimé en taille-douce en feuille de trente.
Retiré de la vente le 10 novembre 1994, le timbre est vendu à environ 5,85 millions d'exemplaires.

### Bastia

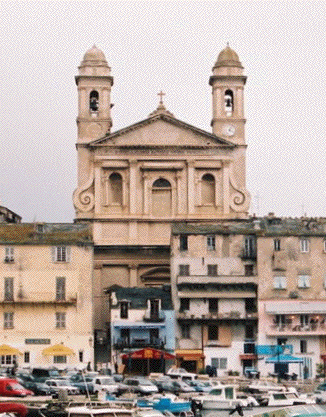
Photographie dans une perspective proche de celle du timbre.

Le 21 février, est émis un timbre de 4,40 francs sur la ville de Bastia. La façade de la cathédrale Saint-Jean-Baptiste est vue derrière les immeubles qui bordent le port.
Le timbre est dessiné par Jacques Combet et gravé par Pierre Albuisson pour une impression en taille-douce en feuille de cinquante.
Le 9 septembre 1994, le timbre est retiré après la vente d'environ 5,9 millions d'exemplaires.

### Élections au Parlement européen - 12 juin 1994
Le 28 février, est émis un timbre de 2,80 francs pour annoncer la tenue, le 12 juin 1994, des élections du Parlement européen en France. L'illustration, sur fond bleu, représente le drapeau européen.
Le timbre est dessiné par René Dessirier et est imprimé en offset en feuille de cinquante unités.
Environ 11,2 millions de timbres sont vendus avant le retrait du 9 septembre 1994.

## Mars

### L. Mourguet - 1769-1844 - créateur de Guignol
Le 7 mars, est émis un timbre de 2,80 francs pour les cent cinquante ans de la mort de Laurent Mourguet, créateur dans les années 1800 de la marionnette de Guignol. Son portrait et une représentation de son personnage sont dessinés devant la façade d'un restaurant lyonnais.
Le timbre est dessiné par Claude Andréotto et est imprimé en héliogravure en feuille de cinquante.
Environ quatorze millions et demi de timbres sont vendus jusqu'au retrait du 7 octobre 1994.

### Bicentenaire de l'École polytechnique 1794-1994
Le 14 mars, est émis un timbre de 2,80 francs pour les deux ans de l'École polytechnique. L'élément principal de l'illustration est un « X » d'après le surnom de l'institution, et constitué par deux traits courbes rouge et jaune.
Le timbre est dessiné par Hervé-Adrien Metzger et est imprimé en héliogravure en feuille de quarante unités.
Au retrait du 10 novembre 1994, environ 8,1 millions de timbres ont été vendus.

### Journée du timbre:Mariannede Dulac 1944-1994
Le 14 mars, dans le cadre de la Journée du timbre, est émis un timbre de 2,80 francs + 0,60 franc pour le cinquantenaire du type Marianne de Dulac, utilisé sur une série d'usage courant en 1944. Le timbre de grand format comprend à droite une reproduction du type en rouge et les mentions du timbre sur la moitié gauche. La surtaxe de 60 centimes est reversée à la Croix-Rouge française. Cependant, quatre des sept timbres du carnet ne comportent pas cette surtaxe et le produit de leur vente finance l'Association pour le développement de la philatélie.
La Marianne d'Edmond Dulac est mise en page par Charles Bridoux sur un timbre gravé par Claude Jumelet pour une impression en taille-douce.  Les timbres de surtaxe sont conditionnés en feuille de cinquante dentelés 13 et en un carnet de sept timbres dans lequel ils ont une dentelure de 13½ × 13.
L'émission est retirée de la vente le 10 novembre 1994 après la vente d'environ 1,65 million de timbres de feuille et environ 975 000 carnets, soit environ 8,475 millions de timbres individuels.

### France-Suède
Le 21 mars, dans le cadre d'une émission conjointe avec la Suède, est émis un carnet de six timbres sur les relations culturelles de la France avec ce pays. Deux premiers timbres de 2,80 francs reproduisent des extraits de la tapisserie de Bayeux sur « les Vikings » à bord de leurs navires. Deux timbres de 3,70 francs grand format proposent une interprétation en gravure du tableau de Nicolas Lafrensen, Fête au Trianon pour Gustave III de 1784, et une illustration de drapeaux français et suédois de René Dessirier titrée « Relations culturelles France Suède ». Enfin, deux autres timbres de 2,80 francs représentent deux costumes dessinés par Fernand Léger pour les Ballets suédois. L'émission coïncide avec l'exposition Le Soleil et l'étoile du Nord. La France et la Suède au XVIIIe siècle, organisée du 18 mars au 13 juin au Grand Palais, à Paris.
« Les Vikings » sont mis en page par Marie-Noëlle Goffin et les costumes de Léger par Charles Bridoux, les quatre timbres et la création de Dessirier sont gravés par Claude Jumelet et Jacky Larrivière. Le tableau de Lafrensen est interprété en gravure par Czesław Słania. Les timbres du carnet sont imprimés en taille-douce.
Lors du retrait le 10 novembre 1994, environ un million et demi de carnets ont été vendus.
La poste suédoise émet, également le 21 mars 1994, un carnet de six timbres, chacun d'une valeur faciale de cinq couronnes. Les deux timbres grand format « 1784 Fête au Trianon pour Gustave III » et « Relations culturelles France Suède » sont communs aux deux pays. Pour les quatre autres timbres, sont choisis des thèmes évoquant la France en Suède : une miniature extraite du Roman de la Rose, une scène de genre de Pehr Hilleström, un portrait du maréchal Bernadotte par François Gérard et la façade de la Maison de la noblesse à Stockholm, une des assemblées du royaume dont deux des architectes, Simon et Jean de la Vallée, sont français. Les timbres sont disposés sur deux lignes horizontales de trois. Cinq des six timbres sont gravés par Czesław Słania à partir de différentes œuvres. Le timbre aux drapeaux de René Dessirier est gravé par Claude Jumelet. Ils sont imprimés en offset et taille-douce.

## Avril

### Marianne du Bicentenaire, carnet autocollant mixte
En avril, est émis une nouvelle version du carnet de huit timbres pour remplacer celui de juillet 1993. Suivant l'innovation de février 1994, les sept timbres autocollants à validité permanente rouge et le timbre de 0,70 franc disposent désormais d'une simulation de dentelure ondulée sur les côtés gauche et droit. Ce carnet est vendu vingt francs par des automates ne rendant pas la monnaie et n'acceptant que les pièces de dix francs.
La Marianne du Bicentenaire est une création de Louis Briat gravée par Claude Jumelet.
Ce carnet est retiré de la vente le 18 mars 1998. Il est remplacé dès le 18 avril 1996 à la suite d'un changement des tarifs postaux modifiant la valeur du timbre à validité permanente rouge (passant à 3 francs). Le nouveau carnet mixte à vingt francs comprend six timbres rouges et un timbre d'un franc orange autocollant.

### Hommage aux maquis 1944-1994
Le 11 avril, pour le cinquantenaire de la Libération en 1944, est émis un timbre de 2,80 francs en « hommage aux maquis » de la résistance intérieure française. Sur l'illustration, cachés dans la végétation, un groupe de maquisards se préparent à attaquer une colonne de blindés allemands avançant à découvert sur une route.
Le timbre est dessiné par René Dessirier et gravé par Raymond Coatantiec pour une impression en taille-douce en feuille de cinquante exemplaires.
Au retrait du 9 décembre 1994, environ 7,7 millions de timbres ont été vendus.

### Georges Pompidou
Le 11 avril, est émis un timbre de 2,80 francs pour les vingt ans de la mort de Georges Pompidou, président de la République française de 1969 à 1974. Son visage est dessiné en traits noirs sur un fond blanc.
Le portrait est signé Serge Courte Paris. Il est mis en page par Charles Bridoux sur un timbre gravé par Claude Jumelet imprimé en taille-douce en feuille de cinquante.
Environ neuf millions de timbres sont vendus jusqu'au retrait du 9 décembre 1994.

### Philexjeunes 94 - Grenoble
Le 25 avril, est émis un timbre de 2,80 francs pour annoncer Philexjeunes 94, exposition philatélique réservé aux jeunes concurrents organisée à Grenoble. L'illustration est choisie au terme d'un concours organisé de septembre à décembre 1993 par La Poste et la Fédération des sociétés philatéliques françaises auprès des membres d'associations philatéliques âgés de 12 à 18 ans.
Laëtitia Gabillard, 12 ans, signe le dessin du timbre mis en page par Charles Bridoux. L'impression est réalisé en héliogravure en feuille de cinquante unités.
Au retrait du 9 décembre 1994, environ 14,2 millions de timbres ont été vendus.

## Mai

### Europa
Le 2 mai, dans le cadre de l'émission Europa, sont émis deux timbres sur le thème annuel commun, les découvertes. Deux découvertes scientifiques sont choisies et illustrées d'une illustration sur fond bleu sombre : celle du virus du syndrome d'immunodéficience acquise (Sida) en 1983 par une équipe de l'Institut Pasteur (timbre de 2,80 franc) et celle de la fonction d'onde par Louis de Broglie en 1924 pour le 3,70 francs.
Les deux timbres sont dessinés et gravés par Jacques Jubert et imprimés en taille-douce en feuille de cinquante exemplaires.
Retirés le 9 décembre 1994, environ onze millions du timbre de 2,80 francs sont écoulés et environ sept millions du 3,70 francs.
Le timbre « 1983 découverte du virus du SIDA » est réémis avec une vignette pour la journée mondiale contre le SIDA le 1er décembre 1994.

### Banque asiatique de développement - Nice 1994
Le 5 mai, est émis un timbre de 2,80 francs à l'occasion de la 27e assemblée de la Banque asiatique de développement à Nice. Un soleil composé de rayons rouge se lève sur un fond rose clair et foncé. Il se reflète dans une mer bleue sous forme de traits bleus.
Le timbre est dessiné par Garth Bell et est imprimé en offset en feuille de cinquante.
Environ 7,85 millions de timbres sont vendus jusqu'au retrait de la vente le 9 décembre 1994.

### Tunnel sous la Manche
Le 5 mai, dans le cadre d'une émission conjointe avec le Royaume-Uni, sont émis deux diptyques à l'occasion de l'inauguration du tunnel sous la Manche par le président François Mitterrand et la reine Élisabeth II. Les deux diptyques ont des illustrations identiques sauf pour les couleurs de fond et la valeur faciale (deux timbres de 2,80 francs à fond bleu foncé dans un cas, deux timbres de 4,30 francs à fond bleu clair ou blanc dans l'autre). La première illustration montre le coq français et le lion britannique se serrant la main au-dessus de la Manche. La seconde sont deux mains aux doigts se touchant au-dessus d'un train ; chacune porte la cocarde tricolore de leur pays.
Les dessins du Français Jean-Paul Cousin et du Britannique George Hardie (en) sont imprimés en héliogravure en feuille de dix-huit diptyques.
Le retrait de la vente a lieu le 10 novembre 1994. Environ neuf millions de diptyques à 2,80 francs et 3,7 millions à 4,30 francs sont écoulés, soit environ 25,4 millions de timbres individuels.
Au Royaume-Uni, le même jour, The Post Office émet deux diptyques aux mêmes illustrations que les timbres de France comprenant deux timbres de vingt-cinq pence pour le bleu foncé et deux timbres de quarante-et-un pence pour le bleu ciel et blanc. Les deux diptyques sont imprimés en héliogravure.

### Martigues -67econgrèsde la FSPF
Le 24 mai, à l'occasion du 67e congrès de la  Fédération des sociétés philatéliques françaises (FSPF), est émis un timbre de 2,80 francs sur lequel la ville-hôte de Martigues est représenté en violet et bleu à l'intérieur d'un profil de poisson vert.
Le timbre est dessiné et gravé par Pierre Forget et imprimé en taille-douce en feuille de quarante exemplaires.
Environ 8,1 million de timbres sont écoulés avant le retrait du 9 décembre 1994.

## Juin

### «Il y a pour toute la République, une Cour de cassation»
Le 6 juin, est émis un timbre de 2,80 francs sur la Cour de cassation, juridiction la plus élevée de l'ordre judiciaire en France. Le bâtiment où elle siège au sein du palais de justice de Paris, vu depuis le quai de la Mégisserie, sert d'illustration au timbre.
Le timbre est dessiné par Michel Durand-Mégret et gravé par Raymond Coatantiec. Il est imprimé en taille-douce en feuille de cinquante unités.
Environ 7,6 millions de timbres sont vendus avant le retrait du 9 décembre 1994.

### Débarquement en Normandie - 6 juin 1944
Le 6 juin, pour le cinquantenaire de la Libération en 1944, est émis un timbre de 4,30 francs sur le débarquement allié en Normandie, le 6 juin 1944. L'illustration juxtapose les visages des soldats débarqués en bleu dans le coin supérieur gauche, leur marche sur la plage en rouge dans une bande centrale et les fortifications de l'armée allemande en noir dans le coin inférieur droit.
Dessiné et gravé par Pierre Forget, ce timbre est imprimé en taille-douce en feuille de cinquante.
Environ 7,8 millions d'exemplaires sont vendus avant le retrait du 7 juillet 1995.

### Hommage aux libérateurs 1944-1994
Le 6 juin, pour le cinquantenaire de la Libération en 1944, est émis un timbre de 4,30 francs en « hommage aux libérateurs » avec une scène de la foule en liesse au passage d'un char allié. Trois drapeaux flottent au-dessus des personnages, de gauche à droite : un étendard de la France libre marqué de la croix de Lorraine rouge, le drapeau du Royaume-Uni et celui des États-Unis.
Dessiné par René Dessirier, l'illustration est gravée par Claude Durrens et imprimé en taille-douce en feuille de cinquante timbres.
Environ 7,8 millions de timbres sont vendus jusqu'au retrait du 7 juillet 1995.

### Argentat, Corrèze
Le 20 juin, est émis un timbre de 4,40 francs sur Argentat, commune de la Corrèze, représentée par son vieux centre historique au bord de la Dordogne.
Le timbre est dessiné et gravé par Ève Luquet pour être imprimé en taille-douce en feuille de cinquante.
Environ 5,45 millions de timbres sont vendus avant le retrait du 9 décembre 1994.

### La montagne Sainte-Victoire
Le 20 juin, est émis un timbre de 2,80 francs reproduisant une des représentations de la montagne Sainte-Victoire de Paul Cézanne.
L'œuvre est mise en page par Charles Bridoux sur un timbre imprimé en héliogravure en feuille de cinquante.
Environ 9,8 millions de timbres sont vendus jusqu'au retrait du 9 décembre 1994.

### Centenaire du Comité international olympique
Le 24 juin, est émis un timbre de 2,80 francs pour le centenaire du Comité international olympique avec une composition mêlant le portrait de Pierre de Coubertin, la coupole de la Sorbonne où se tint le congrès fondateur et le drapeau olympique.
Le timbre est dessiné par Claude Andréotto et imprimé en offset en feuille de cinquante unités.
Environ 7,8 millions de timbres sont écoulés avant le retrait du 9 décembre 1994.

## Juillet

### Deux francsMarianne du Bicentenaire
En juillet, est émis un timbre bleu de deux francs, une nouvelle valeur complémentaire dans la série d'usage courant Marianne du Bicentenaire, en circulation depuis janvier 1990.
La Marianne du Bicentenaire est une création de Louis Briat gravée par Claude Jumelet, imprimée en taille-douce.
Le timbre de deux francs est retiré de la vente le 13 mars 1998, après l'émission en juillet 1997 du nouveau type Marianne du 14 juillet.

### Meuse - Pays de la Saulx
Le 4 juillet, est émis un timbre de 2,80 francs sur le pays de la Saulx, dans le département de la Meuse. Cette région s'organise autour de la rivière Saulx présentée lors de son passage sous le pont de Rupt-aux-Nonains.
Le timbre est dessiné et gravé par Jacques Jubert, et imprimé en taille-douce en feuille de cinquante.
Environ 11,7 millions de timbres sont vendus avant le retrait du 13 janvier 1995.

### L'orgue de la cathédrale de Poitiers

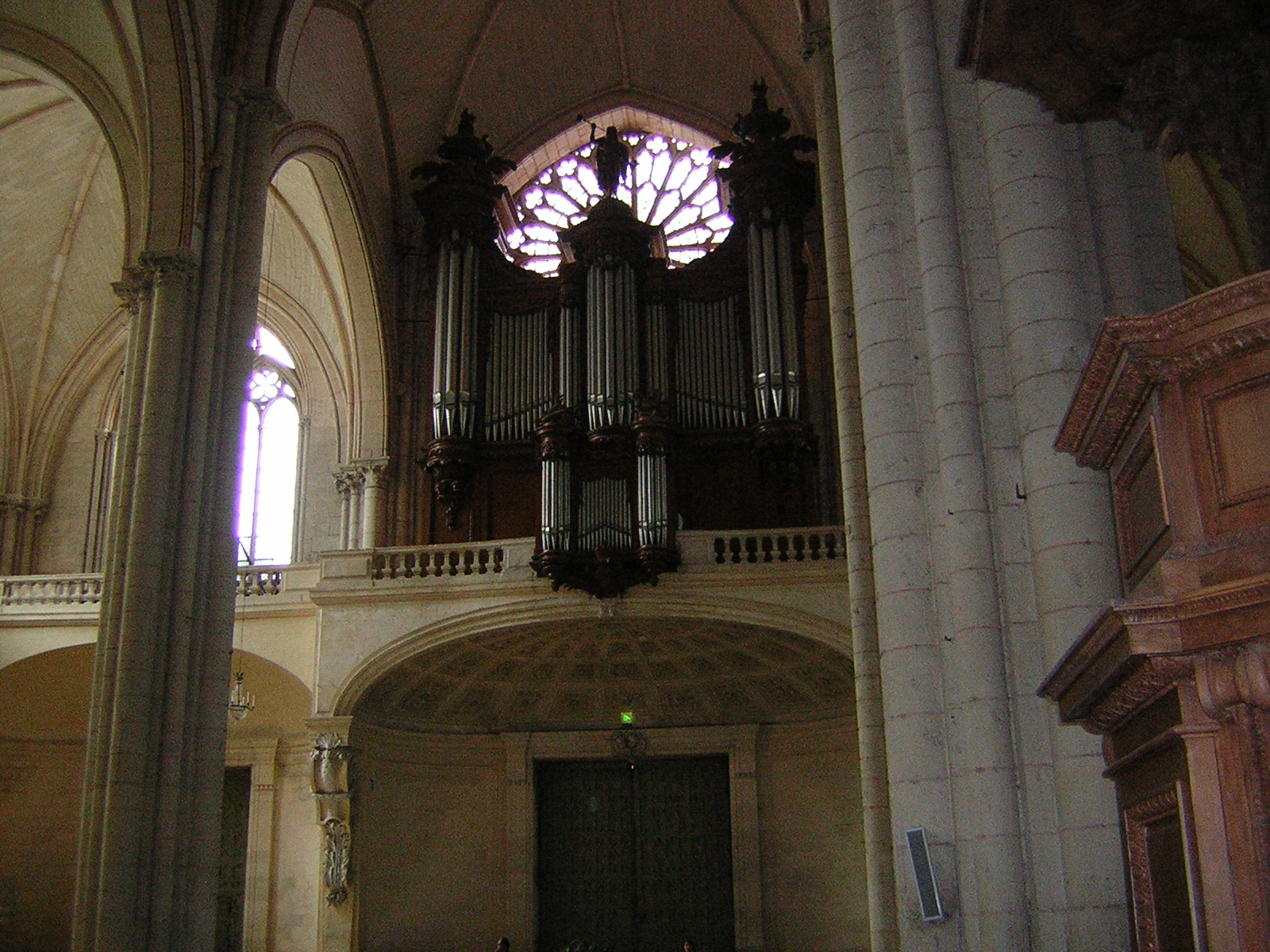
L'orgue et la rosace représentés sur le timbre.

Le 4 juillet, est émis un timbre de 4,40 francs représentant l'orgue de la cathédrale Saint-Pierre de Poitiers.
L'instrument est dessiné et gravé par Patrick Lubin. Imprimé en taille-douce, le timbre est conditionné en feuille de cinquante.
Environ six millions d'exemplaires sont vendus avant le retrait du 10 mars 1995.

## Août

### Débarquement et bataille de Provence - août 1944
Le 16 août, pour le cinquantenaire de la Libération en 1944, est émis un timbre de 2,80 francs sur le débarquement et la bataille de Provence, commencés le 15 août 1944. Sur un fond d'arcs de cercle bleu clair et jaune, un profil du littoral varois portant le drapeau de la France et une étoile bleue cerclée évocatrice des troupes des États-Unis fait face à un soldat avançant vers lui.
Le timbre est dessiné par Michel Durand-Mégret et gravé par Claude Durrens pour une impression en taille-douce en feuille de cinquante.
Environ douze millions de timbres sont écoulés jusqu'au retrait du 13 janvier 1995.

## Septembre

### Nicolas Poussin 1594-1665,Moïse et les filles de Jethro
Le 12 septembre, est émis un timbre de 4,40 francs reproduisant une œuvre de Nicolas Poussin pour les quatre cents de sa naissance, Moïse et les filles de Jethro.
L'œuvre est mise en page par Claude Magali et interprétée en gravure par Pierre Albuisson pour créer un timbre imprimé en taille-douce en feuille de vingt exemplaires.
Environ cinq millions de timbres sont vendus avant le retrait du 10 mars 1995.

### Personnages célèbres: de la scène à l'écran
Le 19 septembre, dans le cadre de l'émission annuelle Personnages célèbres, sont émis six timbres de 2,80 francs + 0,60 franc et un carnet les reprenant sur les comédiens passés de la scène du théâtre de variétés ou de music-hall à l'écran de cinéma : Joséphine Baker, Bourvil, Coluche, Fernandel, Yves Montand et Yvonne Printemps.Chaque visage en gros plan voisine avec une vue d'ensemble du comédien dans un de ses costumes de scène. Sur les deux vignettes du carnet, le titre de l'émission est comme projeté sur le rideau de la scène de l'Olympia. Les soixante centimes de surtaxe de chaque timbre sont reversés à la Croix-Rouge française.
Les photographies nécessaires sont mis en page par François Miehe et Évelyne Siran. Les timbres sont imprimés en héliogravure en feuille de cinquante et en un carnet mixte de six timbres. Le timbre « Coluche » est repris sur un entier postal avec une surtaxe reversée au profit de l'association des Restaurants du cœur fondée par l'artiste, premier entier à surtaxe depuis 1939 et celui destiné aux Éclaireurs de France.
Jusqu'au retrait de la vente le 14 avril 1995, environ 1,74 million de séries indivisibles extraites des feuilles et environ 1,4 million de carnets ont été vendus, soit 18,84 millions de timbres individuels.
Les clients réservant les timbres du programme philatélique ou inscrits au service philatélique élisent cette série comme étant « timbre de l'année 1994 ».

### Bicentenaire Conservatoire national des arts et métiers
Le 26 septembre, est émis un timbre de 2,80 francs pour le bicentenaire du Conservatoire national des arts et métiers, illustré d'une composition tricolore en arrière-plan du pendule de Foucault exposé dans ce grand établissement.
Le timbre est dessiné et gravé par Pierre Béquet, et imprimé en taille-douce en feuille de cinquante.
Environ 7,6 millions d'exemplaires sont vendus avant le retrait du 14 avril 1995.

### Parc de Saint-Cloud – Hauts-de-Seine
Le 26 septembre, est émis un timbre de 3,70 francs sur le parc de Saint-Cloud, dans les Hauts-de-Seine à travers les cascades d'Antoine Le Pautre.
L'illustration dessinée et gravée par Pierre Béquet est imprimée en taille-douce en feuille de cinquante timbres.
Environ 5,8 millions de timbres sont vendus jusqu'au retrait du 14 avril 1995.

## Octobre

### École normale supérieure 1794-1994
Le 10 octobre, est émis un timbre de 2,80 francs pour les deux cents des Écoles normales supérieures. L'illustration du timbre est la porte de la première d'entre elles, celle de la rue d'Ulm à Paris, fondée en 1794. Est également visible le logotype « Ens » cursif.
Le timbre est dessiné par Ève Luquet et gravé par Pierre Forget à partir de créations de Guy Lecuyot. La feuille de cinquante exemplaires est imprimée en taille-douce.
Environ 7,9 millions de timbres sont écoulés jusqu'au retrait de la vente le 16 juin 1995.

### Journée nationale de prévention des toxicomanies
Le 17 octobre, pour la journée nationale de prévention des toxicomanies, est émis un timbre de 2,80 francs reproduisant une peinture de Vladimir Veličković.
L'œuvre est mise en page par Charles Bridoux sur un timbre imprimé en héliogravure en feuille de cinquante.
Environ 7,9 millions d'unités sont écoulées jusqu'au retrait du 16 juin 1995.

### Le Salon du timbre
Le 24 octobre ou le 25 octobre, est émis un bloc-feuillet de deux timbres de 2,80 francs à l'occasion du Salon du timbre au parc floral de Paris, du 15 au 24 octobre 1994. Le timbre horizontal à gauche représente une vue du parc floral et celui vertical se découpe au milieu d'un bouquet de dahlias (orthographié « dalhias » sur ce timbre erroné). Le bloc est vendu seize francs dont 10,40 francs reversés à l'Association pour le développement de la philatélie qui organise le salon.
Dessinés par Charles Bridoux et Pierrette Lambert, le bloc mis en page par Bridoux est imprimé en héliogravure.
Environ 1,35 million de blocs sont vendus jusqu'au retrait du 14 avril 1995.

### Georges Simenon
Le 25 octobre, dans le cadre d'une émission conjointe avec la Belgique et la Suisse, est émis un timbre de 2,80 francs pour le cinquième anniversaire de la mort de l'écrivain belge Georges Simenon. Son portrait en noir est en surimpression sur une vue du quai des Orfèvres, à Paris, où se situe les bureaux de la police judiciaire.
L'illustration se compose d'un portrait par Désiré Roegiest et d'un dessin de Jean-Paul Véret-Lemarinier, composition en partie gravée par Claude Andréotto. Le timbre est imprimé en offset et en taille-douce en feuille de quarante.
L'émission premier jour a lieu pendant le Salon du timbre, du 15 au 24 octobre. Un timbre à date ovale est disponible.
Environ dix-sept millions de timbres sont vendus jusqu'au retrait de la vente le 14 avril 1995.
Ce timbre est gratifié du Grand Prix de l'art philatélique français de 1994.
Concernant l'émission conjointe, le portrait par Désiré Roegiest est repris sur un timbre de Belgique de 16 francs, avec le pont des Arches de Liège, ville natale de Simenon, à l'arrière-plan, et sur celui de Suisse de 100 centimes, devant le château d'Échandens où il séjourna.

## Novembre

### Grande Loge de France 1894-1994
Le 7 novembre, est émis un timbre de 2,80 francs pour le centenaire de la Grande Loge de France, la seconde obédience maçonnique à avoir porté ce nom. L'illustration comporte des insignes et éléments liés à la franc-maçonnerie et deux devises : « francs-maçons de rite écossais ancien et accepté » et « Liberté, Égalité, Fraternité ».
Le timbre est dessiné par Michel Durand-Mégret et gravé par Raymond Coatantiec pour une impression en taille-douce en feuille de cinquante.
Au retrait du timbre le 16 juin 1995, environ 8,7 millions d'exemplaires avaient été vendus.

### Baselitz - Allemagne
Le 21 novembre, est émis un timbre de 6,70 euros reproduisant une peinture originale de l'Allemand Georg Baselitz.
L'œuvre est mise en page par Michel Durand-Mégret sur un timbre imprimé en héliogravure en feuille de trente.
Environ 4,6 millions de timbres sont vendus avant le retrait du 15 novembre 1996.

### Alain Colas
Le 21 novembre, est émis un timbre de 3,70 francs en hommage au navigateur Alain Colas dont le portrait  se surimpose sur un fond de vagues déchaînées.
Le timbre est dessiné et gravé par Jacques Gauthier pour une impression en taille-douce en feuille de cinquante.
Retiré le 16 juin 1995, le timbre s'est vendu à environ 5,8 millions d'unités.

### Croix-Rouge: tapisserie d'Arras -XVesiècle-Saint Vaast
Le 28 novembre, dans le cadre de l'émission annuelle Croix-Rouge, est émis un timbre de 2,80 francs reproduisant un exemple de tapisserie d'Arras du XVe siècle avec une scène de la vie de saint Vaast. Chaque timbre est vendu avec une surtaxe de 0,60 franc reversée à la Croix-Rouge française.
L'œuvre est redessinée par Pierrette Lambert et mise en page par Jean-Paul Véret-Lemarinier sur un timbre imprimé en héliogravure en feuille de trente ou en un carnet de dix exemplaires. Les premiers timbres ont une dentelure de 13½ × 13 dents pour deux centimètres contre 12½ × 13 pour ceux du carnet.
Retiré le 14 avril 1995, le timbre de feuille s'est vendu à environ 1,77 million d'unités. Environ 914 mille carnets ont été achetés. Soit en tout, environ 10,91 millions de timbres individuels.

## Décembre

### Europa - 1983 découverte du virus du Sida avec vignette
Le 1er décembre, est réémis le timbre de l'émission Europa de 3 francs sur la découverte du sida, émis le 2 mai 1994. Cette fois-ci, il est imprimé en diptyque avec une vignette « Tous contre le sida » portant le ruban rouge à l'occasion de la Journée mondiale de lutte contre le SIDA.
Le timbre de Jacques Jubert et la vignette de Louis Briat sont imprimés en offset et taille-douce en feuille de quinze diptyques.
Environ 7,85 millions de timbres sont vendus avant le retrait du 16 juin 1995.

### Fédération nationale de la presse française
Le 12 décembre, est émis un timbre de 2,80 francs pour les cinquante ans de la Fédération nationale de la presse française, marqué par le slogan « La presse, ma liberté ».
L'illustration de Gérard Caron est imprimée sur un timbre imprimé en héliogravure en feuille de cinquante.
Ce timbre porte le millésime "1995" car il était initialement inscrit au programme philatélique de cette année-là.

## Timbres de service

### Conseil de l'Europe
Depuis 1958, La Poste émet des timbres de service pour le courrier au départ du siège du Conseil de l'Europe, à Strasbourg. Ces timbres ne sont valables qu'utilisés sur du courrier déposé au bureau de poste de ce lieu. Ils sont généralement complétés par des timbres de France pour atteindre les tarifs postaux.
Le 17 janvier, sont émis deux timbres de service de 2,80 francs et 3,70 francs. Ils reproduisent le même extrait du tableau de Friedensreich Hundertwasser, 99 têtes, de 1952.
Les timbres sont imprimés en offset en feuille de cinquante.
Ils sont retirés de la vente le 12 juillet 1996.
Le même extrait de 99 têtes est également reproduit sur un timbre d'Autriche en 1993, à l'occasion du sommet du Conseil de l'Europe à Vienne. L'œuvre est interprétée en gravure par Wolfgang Seidel.

### Sources
- Catalogue de cotations de timbres de France, éd. Dallay, 2005-2006, pages 457-463.
- Collectif, sous la direction de Jean-François Brun, Le Patrimoine du timbre-poste français, éditions Flohic, décembre 1998,  (ISBN 2-84234-035-3), pages 836-847.